# Морський півень жовтий

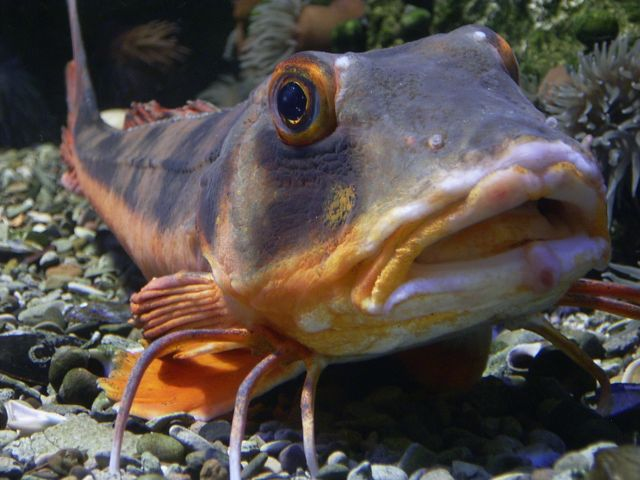
Жовта тригла в природному середовищі

Морський півень жовтий, Тригла жовта (Chelidonichthys lucerna) — один з 9-ти видів роду морських півнів; єдиний вид роду у фауні України. Раритетний вид риб, занесений до Червоної книги України та інших природоохоронних документів.

## Поширення
Поширені у східній Атлантиці від Норвегії до Кап-Блану вздовж берегів Африки, відсутній біля Мадейри і Азор. Також відомий у Середземному, Чорному та Азовському морях.

## Опис
Морська демерсальна риба, сягає 75 см довжини.
Має досить довгий період нересту, від травня до серпня в Європі, а біля Африки — цілорічно.

## Охорона
На більшій частині ареалу стан природних популяцій виду залишається більш-менш стабільним. Саме тому він, згідно з Червоним списком МСОП, отримав охоронний статус «відносно благополучний вид». Але в окремих регіонах спостерігається тенденція до зниження чисельності популяції виду. Тому морський півень жовтий занесений до Червоної книги України (охоронна категорія: рідкісний вид) та Червоної книги Чорного моря (охоронна категорія: вид перебуває у небезпечному стані).
Охороняється в акваторії Карадазького природного заповідника.